# Jezero (Konjic, BiH)
Jezero je naseljeno mjesto u općini Konjic, Federacija Bosne i Hercegovine, BiH.

## Stanovništvo

### 1991.
Nacionalni sastav stanovništva 1991. godine, bio je sljedeći:
ukupno: 79
- Srbi – 73
- Muslimani – 4
- Jugoslaveni – 2

### 2013.
Nacionalni sastav stanovništva 2013. godine, bio je sljedeći:
ukupno: 32
- Srbi – 21
- Bošnjaci – 9
- Hrvati- 1
- ostali, neopredijeljeni i nepoznato – 1